# 聖巴倫廷山

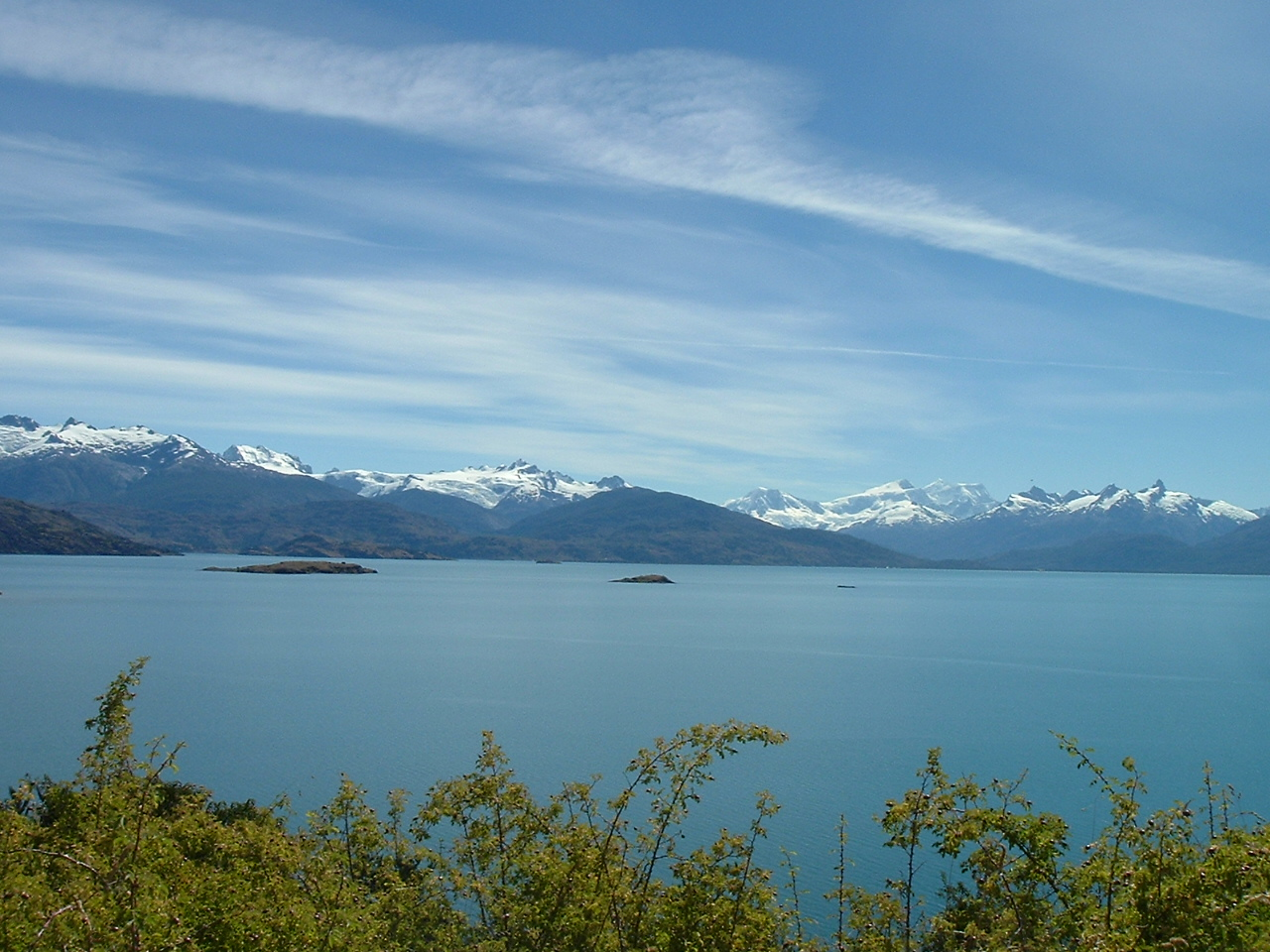

聖巴倫廷山是智利的山峰，位於該國南部伊瓦涅斯將軍艾森大區，屬於安第斯山脈的一部分，海拔高度4,058米，山坡上有5道河川，其高度曾在1921年被估計為3,876米。

## 外部連結
- Close-up photo and panoramic photo